# Braziliaanse kalkkokerworm
De Braziliaanse kalkkokerworm (Neodexiospira brasiliensis) is een borstelworm uit de familie van de kalkkokerwormen (Serpulidae). Neodexiospira brasiliensis werd in 1872 voor het eerst wetenschappelijk beschreven door Adolph-Eduard Grube. Het lichaam van de worm bestaat uit een kop, een cilindrisch, gesegmenteerd lichaam en een staartstukje. De kop bestaat uit een prostomium (gedeelte voor de mondopening) en een peristomium (gedeelte rond de mond) en draagt gepaarde aanhangsels (palpen, antennen en cirri).

## Verspreiding
Neodexiospira brasiliensis werd beschreven vanuit Brazilië, maar het oorspronkelijke verspreidingsgebied is onbekend. Het geslacht heeft een grote diversiteit in de Indo-Pacific, en het kan inheems zijn in deze regio, maar er is meer werk nodig om dit zeker te weten. Geïntroduceerde populaties zijn bekend van de west- en oostkust van Noord-Amerika, Europa (Engeland, Frankrijk en Nederland) en Zuid-Afrika. Spirorbis-borstelwormen hebben een groot potentieel voor natuurlijke verspreiding op drijvende zeewieren, zeegrassen, drijfhout en ander afval, en antropogene verspreiding op drijvers, palen en scheepsrompen. In sommige gebieden heeft vestiging van deze soort geleid tot bladschade van zeegrasbladen; deze effecten zijn echter niet op grote schaal onderzocht.